# Euryopis lineatipes
Euryopis lineatipes là một loài nhện trong họ Theridiidae.
Loài này thuộc chi Euryopis. Euryopis lineatipes được Octavius Pickard-Cambridge miêu tả năm 1893.